# Польска-Церекев (гмина)
Польска-Церекев (пол. Polska Cerekiew) — сельская гмина (община) в Польше, входит как административная единица в Кендзежинско-козельский повет, Опольское воеводство. Население на середину 2024 года составляет 3729 человек. Административный центр гмины — одноимённое село Польска-Церекев.
В гмине наряду с польским используется немецкий язык.

## География
Гмина Польска-Церекев расположена в юго-восточной части Опольского воеводства, в долине небольшого притока Одры — реки Вронска-Вода, в регионе Силезской низменности, на стыке двух субрегионов: с запада — Глубчицкого плато, с востока — Козельской котловины. Польска-Церекев граничит с гминами Павловички на западе, Реньска-Весь на севере, Цисек на востоке, Баборув (Глубчицкий повет) на юго-западе и Рудник (Рацибужский повет Силезского воеводства) на юге.
Площадь территории — 60 км², что составляет 9 % от площади Кендзежинско-козельского повета. Сельскохозяйственные угодья занимают 87 % территории Польска-Церекев, лесные угодья — 5 %.

## История
На месте современной гмины во времена Римской империи на торговом пути из Моравии в Польшу было основано поселение. В 1337 году оно называлось Noua Ecclesia, а в 1539 году — Nowe Cerekwi, что происходит от старопольского слова cerekiew, означающего «церковь».

## Населённые пункты
В гмине Польска-Церекев 13 населённых пунктов. Все они являются сёлами.

## Местное самоуправление
Органом местного самоуправления в гмине является Совет гмины Польска-Церекев, состоящий из 15 избираемых депутатов. Из их числа выбирается председатель Совета гмины и заместитель председателя Совета гмины.

## Культура

### СМИ
В гмине издаётся собственный информациононный социально-культурный бюллетень Florian.

## Архитектура
На территории Польска-Церекев расположена церковь Вознесения Пресвятой Девы Марии, в своём нынешнем виде построенная в XVII веке. Также имеется замок Фридриха фон Опершдорффа с парком, построенный в 1617 году, приходской костёл св. Николая в Закшуве, построенный в 1831 году и расширенный около 1895 года.

## Галерея

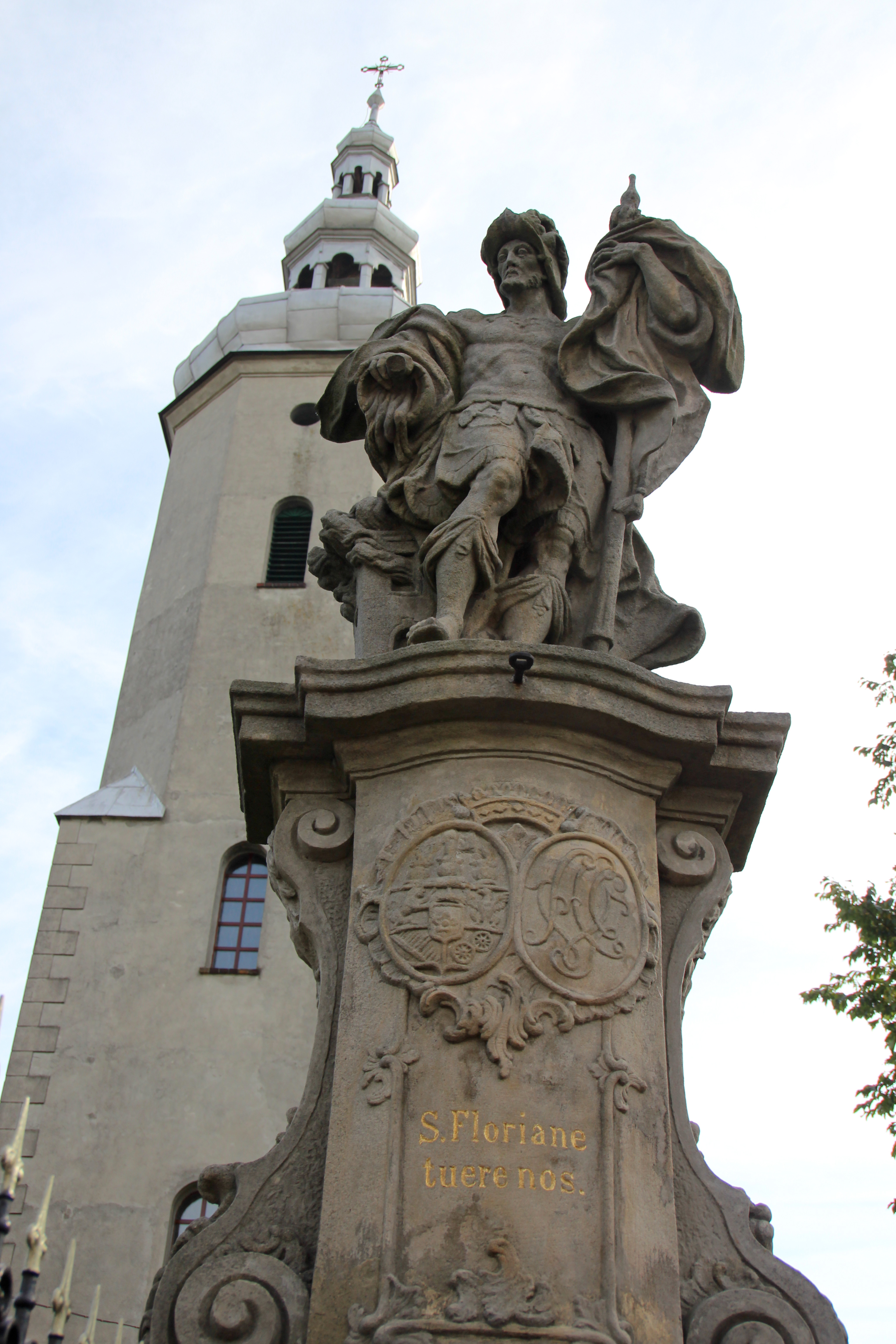
Каменная статуя перед церковью Вознесения Пресвятой Девы Марии
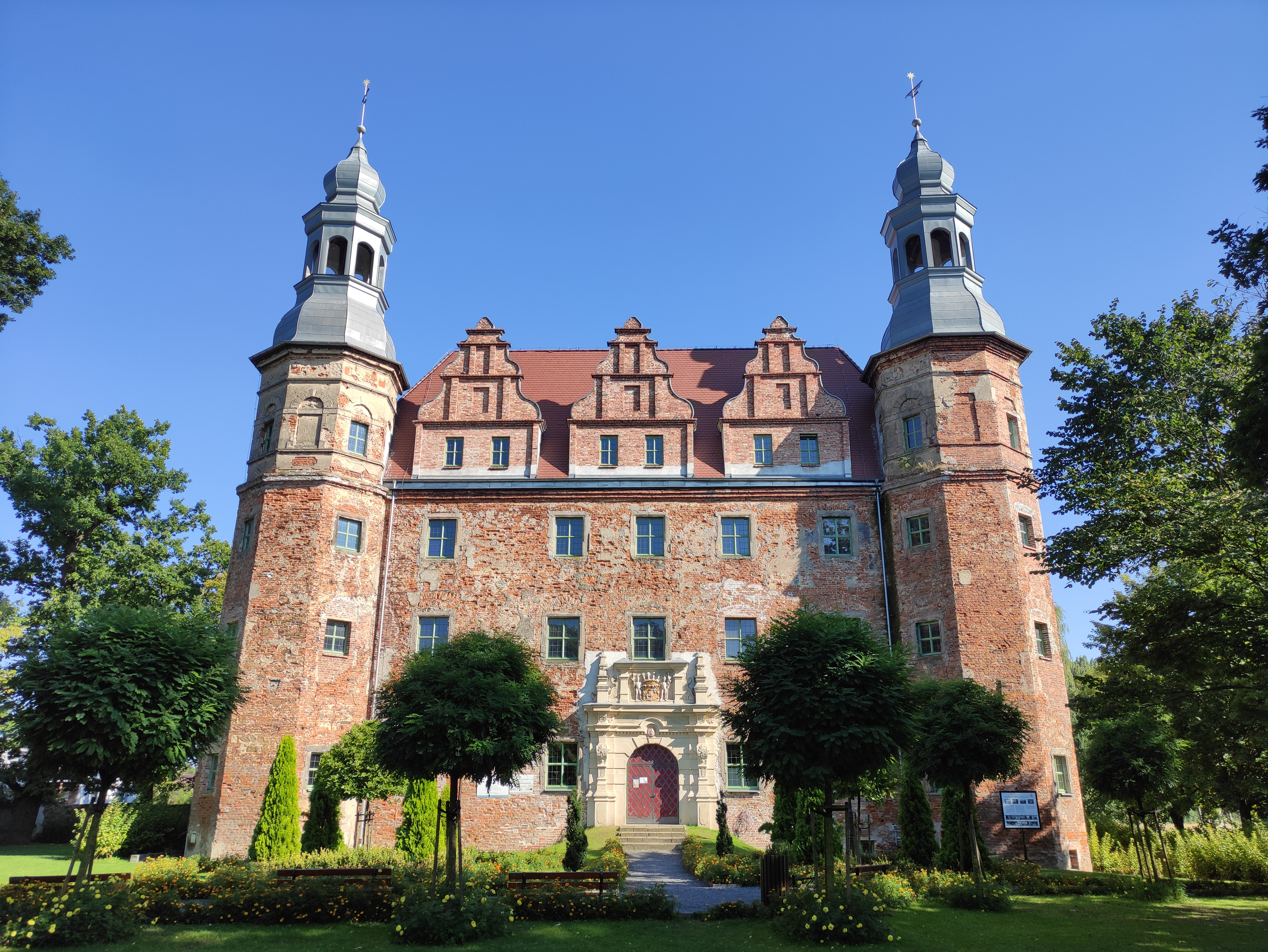
Замок Фридриха фон Опершдорффа
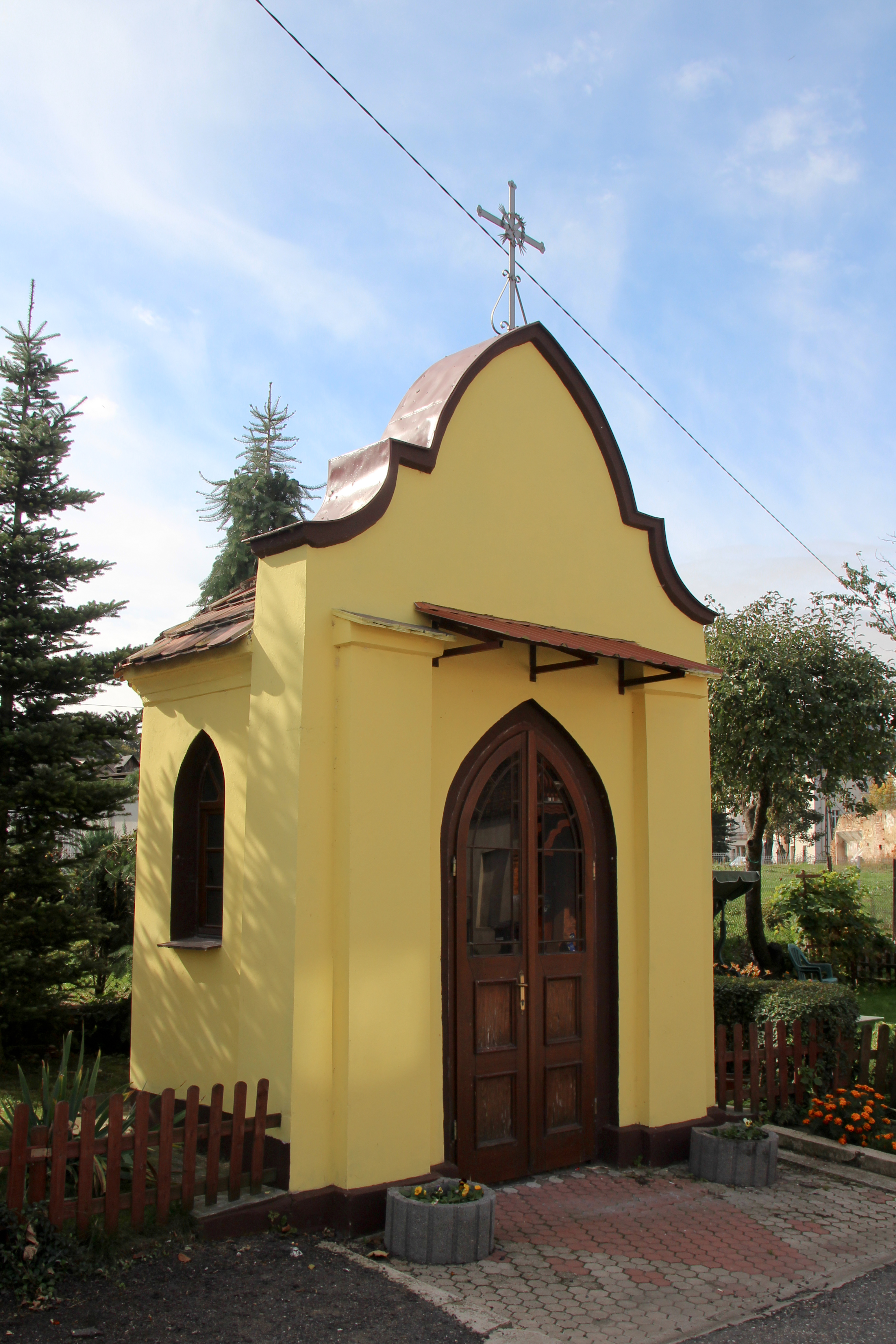
Церковная постройка в селе Ценжковице
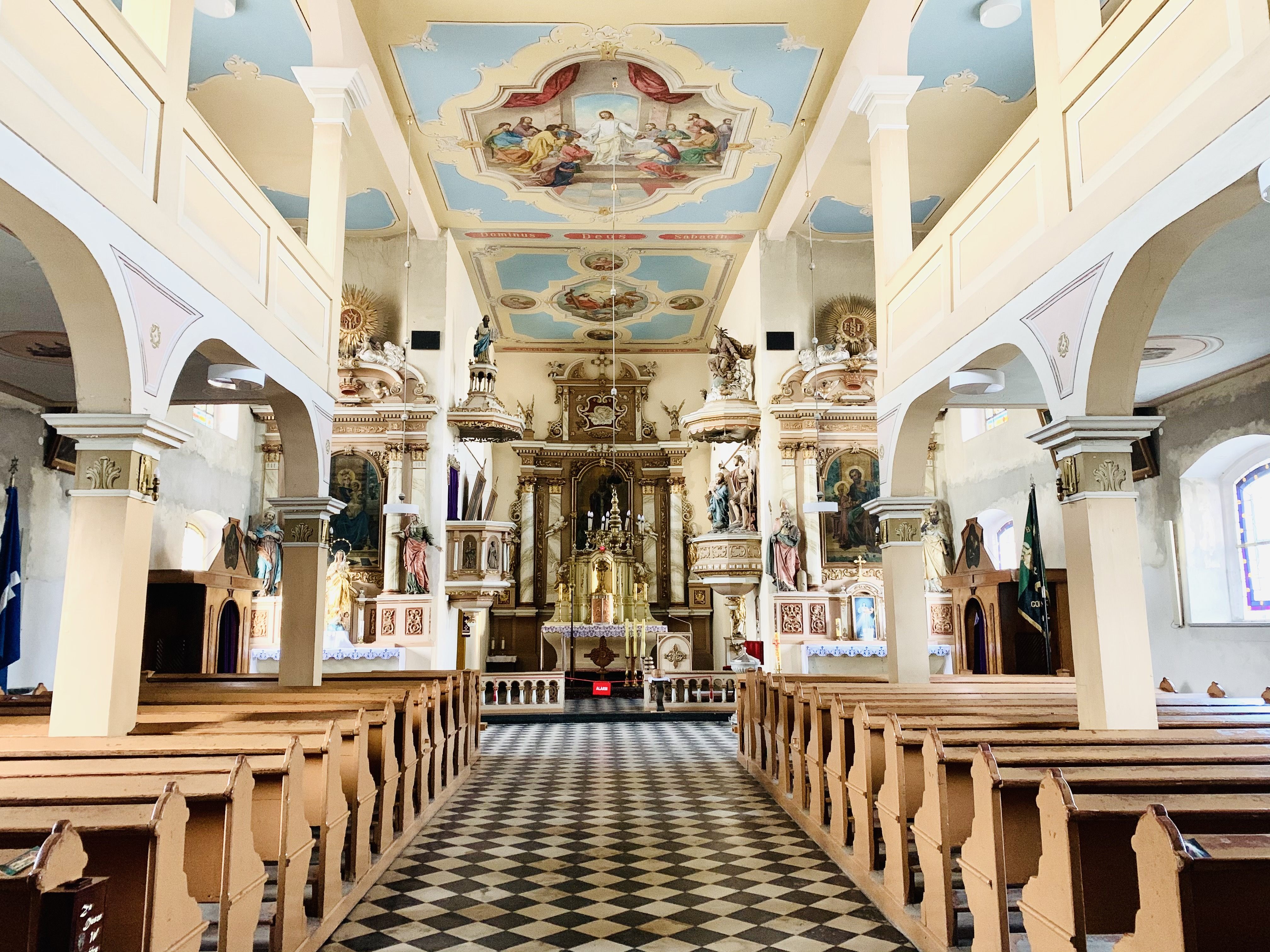
Интерьер приходского костёла св. Николая в Закшуве